# Dalian Shide Zuqiu Julebu
Il Dalian Shide Zuqiu Julebu (大连实德足球俱乐部S, Dàlián Shídé Zúqiú JùlèbùP), a volte tradotto come Dalian Shide Football Club, è stata una società calcistica di proprietà dello Shide Group con sede a Dalian che ha militato nella Chinese Super League, la massima serie del calcio cinese. Vantava sette titoli nella vecchia Jia-A League e un titolo nella Chinese Super League ottenuto nel 2005, rendendola la squadra calcistica più titolata della Cina.

## Storia
Precedentemente chiamata Dalian Football Club venne riorganizzata nella stagione 1983-84 per entrare ufficialmente nella serie professionistica. Il suo periodo più fiorente di successi fu dal 1994 al 2003 dove la si è vista collezionare sette titoli nella Jia-A League, ovvero la vecchia denominazione della massima serie cinese.
Dal 2008 la società facente riferimento allo Shide Group possiede inoltre una squadra satellite nella S.League di Singapore chiamata Dalian Shide Siwu F.C.
Il 30 novembre 2012 il club viene acquistato dall'Aerbin Group formando così il Dalian Aerbin Football Club (successivamente rinominato Dalian Pro) e causando lo scioglimento della squadra.

## Denominazione
- Dal 1983 al 1986: Dalian Shi Zuqiu Dui (大连市足球队S; Dalian Football Team)
- Dal 1986 al 1989: Dalian Zhenzhu Zuqiu Dui (大连珍珠足球队S; Dalian Pearl Football Team)
- Dal 1990 al 1992: Dalian Xinghai Zuqiu Dui (大连星海足球队S; Dalian Xinghai Football Team)
- Nel 1992: Dalian Zuqiu Julebu Dui (大连足球俱乐部队S; Dalian Football Club Team)
- Nel 1993: Dalian Zuqiu Julebu Dalian Hualu Dui (大连足球俱乐部大连华录队S; Dalian Football Club Dalian Hualu Team)
- Dal 1994 al 1999: Dalian Wanda Zuqiu Julebu (大连万达足球俱乐部S; Dalian Wanda Football Club)
- Nel 1999: Dalian Wanda Shide Zuqiu Julebu (大连万达实德足球俱乐部S; Dalian Wanda Shide Football Club)
- Dal 2000 al 2007: Dalian Shide Zuqiu Julebu (大连实德足球俱乐部S; Dalian Shide Football Club)
- Nel 2008: Dalian Shide Zuqiu Julebu Dalian Haichang Guoji Dui (大连实德足球俱乐部大连海昌国际队S; Dalian Shide Football Club Dalian Haichang International Team)
- Dal 2009 al 2012: Dalian Shide Zuqiu Julebu (大连实德足球俱乐部S; Dalian Shide Football Club)

## Palmarès

### Competizioni nazionali
- Campionato cinese: 8  (record condiviso con Guangzhou Zuqiu Julebu)

1994, 1996, 1997, 1998, 2000, 2001, 2002, 2005
- Coppa della Cina: 2

2001, 2005
- Supercoppa di Cina: 3

1996, 2000, 2002
- China League Two: 2

1983, 1984

### Altri piazzamenti
- Campionato cinese:

Secondo posto: 1955
Terzo posto: 1985, 1990, 1992, 1995, 2003
- Coppa di Cina:

Finalista: 1999, 2003, 2006
Semifinalista: 1996
- Supercoppa di Cina:

Finalista: 1997, 1998, 2001
- AFC Champions League:

Finalista: 1997-1998
Semifinalista: 2002-2003
Quarto posto: 1998-1999
- Coppa delle Coppe dell'AFC:

Finalista: 2000-2001
- A3 Champions Cup:

Secondo posto: 2003

## Organico

### Rosa 2011-2012
Rosa e numerazione aggiornate al 22 gennaio 2012.
| N. |                          | Ruolo | Calciatore              |
| -- | ------------------------ | ----- | ----------------------- |
| 1  | Cina (bandiera)          | P     | Sun Shoubo              |
| 2  | Cina (bandiera)          | D     | Jin Yangyang            |
| 3  | Cina (bandiera)          | D     | Zheng Jianfeng          |
| 4  | Cina (bandiera)          | D     | Xue Ya'nan              |
| 5  | Cina (bandiera)          | D     | Yang Boyu               |
| 6  | Cina (bandiera)          | D     | Zhang Yaokun (capitano) |
| 7  | Cina (bandiera)          | A     | Zhao Honglüe            |
| 8  | Cina (bandiera)          | A     | Zhu Ting                |
| 9  | Bulgaria (bandiera)      | A     | Martin Kamburov         |
| 10 | Cina (bandiera)          | C     | Yan Song                |
| 11 | Zambia (bandiera)        | A     | James Chamanga          |
| 12 | Cina (bandiera)          | A     | Han Jiabao              |
| 13 | Cina (bandiera)          | C     | Quan Lei                |
| 14 | Cina (bandiera)          | C     | Wang Xuanhong           |
| 15 | Cina (bandiera)          | C     | Zhao Mingjian           |
| 16 | Corea del Sud (bandiera) | C     | Park Dong-hyuk          |
| 17 | Cina (bandiera)          | C     | Wang Liang              |
| 18 | Cina (bandiera)          | C     | Li Zhichao              |
| 19 | Corea del Sud (bandiera) | A     | Ahn Jung-hwan           |
| 21 | Cina (bandiera)          | C     | Lü Peng                 |

| N. |                 | Ruolo | Calciatore      |
| -- | --------------- | ----- | --------------- |
| 22 | Cina (bandiera) | P     | Zhang Chong     |
| 23 | Cina (bandiera) | P     | Jiang Hao       |
| 24 | Cina (bandiera) | C     | Yan Feng        |
| 25 | Cina (bandiera) | A     | Hao Xingchen    |
| 27 | Cina (bandiera) | C     | Li Xuepeng      |
| 28 | Cina (bandiera) | C     | Wang Yun        |
| 29 | Cina (bandiera) | D     | Jiang Jihong    |
| 30 | Cina (bandiera) | C     | Ni Yusong       |
| 31 | Cina (bandiera) | C     | Sun Guowen      |
| 32 | Cina (bandiera) | A     | Zhao Xuebin     |
| 33 | Cina (bandiera) | D     | Li Zhiyu        |
| 34 | Cina (bandiera) | D     | Wang Guanghao   |
| 35 | Cina (bandiera) | C     | Wang Shixin     |
| 36 | Cina (bandiera) | D     | Yao Bo          |
| 37 | Cina (bandiera) | C     | Liu Yingchen    |
| 38 | Cina (bandiera) | A     | Nan Yunqi       |
| 39 | Cina (bandiera) | D     | Qu Jiachen      |
| 40 | Cina (bandiera) | P     | Zhang Zhenqiang |
| 41 | Cina (bandiera) | A     | Yan Chuang      |

### Staff tecnico
- Nelo Vingada - Allenatore
- Liu Zhongchang - Assistente allenatore
- Han Wenhai - Allenatore portieri
- Dusko Tomas - Preparatore atletico